# Tenafly
Tenafly é um distrito localizado no estado americano de Nova Jérsei, no Condado de Bergen.

## Demografia
Segundo o censo americano de 2000, a sua população era de 13.806 habitantes.
Em 2006, foi estimada uma população de 14.390, um aumento de 584 (4.2%).

## Geografia
De acordo com o United States Census Bureau tem uma área de
13,4 km², dos quais 11,9 km² cobertos por terra e 1,5 km² cobertos por água.

## Localidades na vizinhança
O diagrama seguinte representa as localidades num raio de 4 km ao redor de Tenafly.